# Long Qingquan
Long Qingquan (kinesiska: 龙 清泉), född 3 december 1990 i Longshan i Hunan, är en kinesisk tyngdlyftare. Han vann en guldmedalj i 56-kilosklassen i olympiska sommarspelen 2008 och 16. Han har även vunnit ett guld vid världsmästerskapen 2009.
Long Qingquans världsrekord i 56-kilosklassen från OS 2016 lyder på totalt 307 kg, efter 137 kg i ryck och 170 kg i stöt. 